# اقتصاد بليز
اقتصاد بليز يستند في المقام الأول على الزراعة، والسياحة، والخدمات والنفط المكتشف حديثاً في مدينة الإسبانية بالمرصاد قدم آفاق ومشاكل جديدة لهذه الأمة النامية، إضافة إلى أن لديها اقتصاد مشاريع خاصة صغير. إلى جانب النفط هناك صادرات أولية الأخرى مثل الحمضيات، والسكر، والموز. وقد نزايد الميزان التجاري في بليز، في الغالب نتيجة لانخفاض أسعار تصدير السكر والموز.[بحاجة لمصدر]